# Norgeskart
Norgeskart ist das offene und für den privaten Gebrauch gratis zugängliche Geoportal für das Königreich Norwegen. Die digitale Norgeskart wird vom staatlichen Kartverket in das Internet gestellt und umfasst die kartographische Darstellung des gesamten norwegischen Festlands (ohne Svalbard). Die Karten sind in unterschiedlichen Auflösungen abrufbar. Die kartografische Darstellung von Svalbard wird von Norsk Polarinstitutt veröffentlicht. Bis Januar 2011 nannte sich das Portal Norgesglasset.